# Commanderie de Villers-le-Temple
L'ancienne commanderie est un ensemble immobilier classé situé à Villers-le-Temple dans la commune de Nandrin en province de Liège (Belgique). Cet ensemble comprend une partie de l'enceinte médiévale avec tours et d'autres vestiges.

## Localisation
L'enceinte est située au centre du village condrusien de Villers-le-Temple, principalement le long de la rue de la Tourette et en contrebas de l'église Saint-Pierre.

## Historique
En 1260, Gérard de Villers, chevalier de l’ordre du Temple, reçoit de l’abbaye de Flône les domaines de Villers et de Clémodeau en échange d’autres biens de l’ordre du Temple en Hesbaye. À cette époque, Gérard de Villers occupe déjà une fonction assez importante dans la hiérarchie de l'Ordre. Plusieurs chartes le mentionnent comme maître du Temple en Brabant et en Hesbaye. Lui et ses successeurs font ériger un important domaine composé d'une maison fortifiée munie de quatre tours d'angle, d'un donjon à base carrée, de la chapelle Notre-Dame et Saint-Jean-Baptiste (en 1273, démolie au XIXe siècle), de bâtiments d'exploitation agricole, d'écuries et étables, le tout ceint d'une muraille formant un enclos de près de 28 bonniers. L'église Saint-Pierre voisine dispose d'une dalle tumulaire de Gérard de Villers, décédé le 28 février 1273
L'Ordre du Temple étant dissous en 1312 par le pape Clément V lors du concile de Vienne et par le roi de France Philippe IV le Bel et les Templiers décimés, le domaine échoit aux Hospitaliers de l'ordre de Saint-Jean de Jérusalem jusqu'à la fin de l'Ancien Régime. En 1798, la commanderie et ses dépendances sont démantelées et vendues.

## Description
Les vestiges les plus importants de cette ancienne commanderie médiévale sont le mur d'enceinte dont environ 120 mètres longent la rue de la Tourette. Cette muraille défensive d'une hauteur actuelle de 2 à 4 mètres est interrompue par deux tours circulaires. La tour occidentale en pierre calcaire est encore entière (trois niveaux) et recouverte d'une toiture en ardoises à douze pans alors que la tour nord, aussi en pierre calcaire, dressée à environ 25 mètres de la tour occidentale est rasée à mi-hauteur. La tour sud, dressée en brique à l'intérieur du domaine et moins visible de la rue, conserve aussi sa structure et sa toiture en ardoises à douze pans alors que la tour orientale a disparu mais a conservé ses fondations. Ces quatre tours circulaires reliées entre elles faisaient partie de la maison forte de l'Ordre et délimitaient une cour centrale d'une superficie d'environ 700 m2.

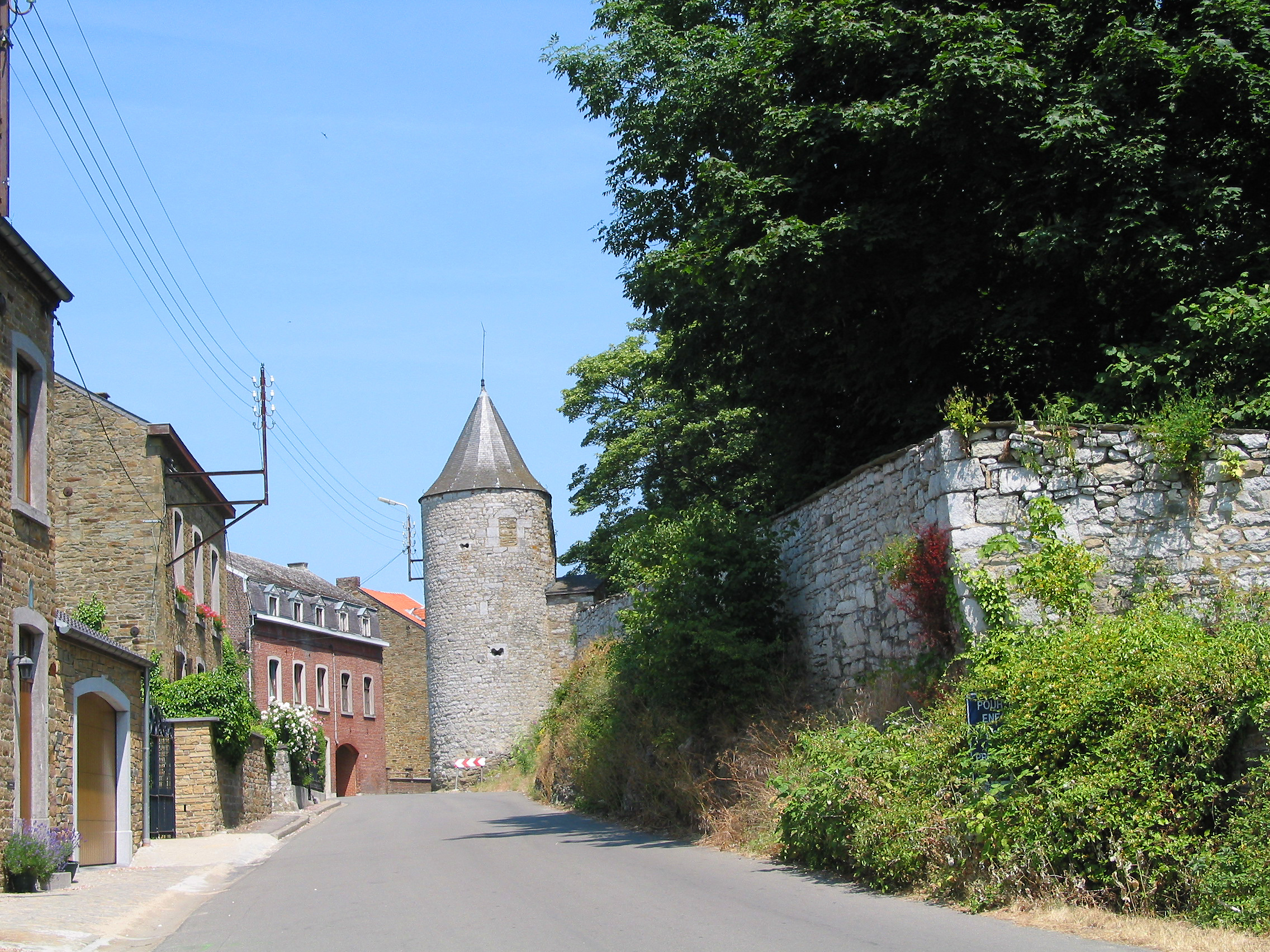
Enceinte et tour occidentale

## Liste des commandeurs de Villers-le-Temple
Liste non exhaustive des commandeurs de la place pendant les 532 ans d'histoire de cette commanderie.

### Ordre du Temple
- 1260 - 1273 : Gérard de Villers
- 1274 - 1291 : Renier de Villers
- 1291 - ~ 1300 : Godefroid
- ~ 1300 - 1307 : Guillaume

### Ordre de Saint-Jean de Jérusalem
- 1312 - 1317 : Guillaume
- 1322 : Arnaud de Wesemalle
- 1363 : Gilles de Huy
- ~ 1380 : Pierre, dit "le Templier de Huy"
- 1386, 1393, 1402 et 1404 : Amiel de Parfondieu
- 1406 : Jean de Parfondieu
- 1428 - 1435 : Alexandre de Brunshorn ou de Brisemonde
- 1435 - 1440 : Jacques de Parfondieu
- 1453 - 1456 : Jean Suetmen de Diest
- 1504 - 1509 : Guillaume de Ruydt
- 1509 - 1520 : Jean de Hestrus
- 1520 - 1522 : Christophe de Quatrelivres
- 1522 - 1524 : Cornil de Hombourg
- 1524 - 1530 : Antoine de Veres

- 1530 - 1545 : Antoine de Veres
- 1545 - 1555 : Jacques d’Aspremont de Nanteuil
- 1555 : François de Lorraine
- 1559 : Christophe de Grenay
- 1566 - 1573 : Michel de Seure
- 1573 - 1586 : Nicolas de Pontarlier
- 1586 - 1587 : François de Byron
- 1587 - 1610 : Claude Natalis de Conrandin
- 1610 - 1614 : Charles de Gaillarbois
- 1614 - 1628 : Charles Picart de Sévigny
- 1628 - 1645 : Charles de La Fontaine
- 1645 - 1654 : Thierry de Beaufort
- 1654 - 1659 : Nicolas de Paris-Boissy
- 1659 - 1666 : Antoine Lefort de Bonnefosse
- 1666 - 1684 : François Signoret de la Borde
- 1684 - 1692 : Balthazard de Crevant d’Humières
- 1692 - 1698 : F. de Chambly Monthnault
- 1698 - 1708 : Hardouin Bruslart
- 1708 - 1711 : Alexandre Chambon d’Arbouville
- 1711 : Intérim de Hardouin Bruslart
- 1712 - 1717 : Alexandre Chambon d’Arbouville
- 1717 - 1737 : Henri Perrot de Saint-Dié
- 1737 - 1756 : Bernard d’Avesnes de Bocage
- 1756 - 1787 : Jacques Laure le Tonnelier de Breteuil
- 1787 - 1792 : Eustache de Vauclin ou de Vauquelin

## Classement et protection
L'ancienne commanderie de l'ordre du Temple (enceinte, tours, vestiges du logis), rue de la Tourette, n°3 est classée depuis le 1er août 1933 et est reprise sur la liste du patrimoine immobilier classé de Nandrin.